# CosM.I.C
Lars Tommy Isacsson alias CosM.I.C, född den 18 maj 1975, är en svensk rappare och är medlem i gruppen Looptroop. Han har även givit ut två EP tillsammans med Looptroops DJ Embee under namnet The Casual Brothers och varit en del av Sedlighetsroteln.
CosM.I.C lämnade Looptroop 2007 men kom tillbaka i mars 2010 och är med på Looptroop Rockers senaste album Professional Dreamers.